# Liar Liar (novela ligera)
Liar Liar (ライアー・ライアー Raiā Raiā?) es una serie de novelas ligeras de comedia romántica japonesa escrita por Haruki Kuō e ilustrada por konomi. Media Factory ha publicado quince volúmenes desde el 25 de abril de 2019 bajo su sello MF Bunko J. Una adaptación a manga con ilustraciones de Funa Yukina ha sido serializada en la revista de manga seinen Gekkan Comic Alive de Media Factory desde el 27 de agosto de 2019, siendo recopilada hasta el momento en cuatro volúmenes tankōbon. Una adaptación de la serie al anime producido por el estudio Geek Toys se estrenó el 8 de julio de 2023.

## Sinopsis
En «Academy Island», todo se resuelve a través de «Juegos» que se libran para un cierto número de estrellas, y al estudiante más fuerte se le otorga la clasificación de Siete Estrellas. Hiroto, un estudiante transferido, golpea inesperadamente a la emperatriz más fuerte y se convierte en el pseudo-fuerte de la escuela. Es aquí donde comienza un juego mental de mentiras y engaños.

## Personajes
Hiroto Shinohara (篠原緋呂斗 Shinohara Hiroto?)
 Seiyū: Genta Nakamura
Shirayuki Himeji (姫路白雪 Himeji Shirayuki?)
 Seiyū: Yukina Shutō
Sarasa Saionji (彩園寺更紗 Saionji Sarasa?)
 Seiyū: Wakana Kuramochi
Noa Akizuki (秋月 乃愛 Akizuki Noa?)
 Seiyū: Rika Tachibana
Tsumugi Shiina (椎名 紬 Shiina Tsumugi?)
 Seiyū: Yurika Moriyama
Natsume Ichinose (一ノ瀬 棗 Ichinose Natsume?)
 Seiyū: Hōko Kuwashima
Ami Kagaya (加賀谷 亜未 Kagaya Ami?)
 Seiyū: Hibiku Yamamura
Fūka Tatara (多々良 楓花 Tatara Fūka?)
 Seiyū: Momoko Seto
Yūki Tsuji (辻 友紀 Tsuji Yūki?)
 Seiyū: Mai Mochizuki
Seiran Kugasaki (久我崎 晴嵐 Kugasaki Seiran?)
 Seiyū: Jun Fukuyama
Suzuran Kazami (風見 鈴蘭 Kazami Suzuran?)
 Seiyū: Sora Tokui
Shinji Enomoto (榎本 進司 Enomoto Shinji?)
 Seiyū: Junya Enoki
Nanase Asamiya (浅宮 七瀬 Asamiya Nanase?)
 Seiyū: Saori Ōnishi

## Media

### Novela ligera
Liar Liar es escrito por Haruki Kuō e ilustrado por konomi, comenzó a publicarse en el sello MF Bunko J de Media Factory desde el 25 de abril de 2019, y hasta el momento ha sido publicados quince volúmenes. La serie concluyó con el lanzamiento de su decimoquinto volumen.
| Volúmenes de novela ligera publicados | Volúmenes de novela ligera publicados | Volúmenes de novela ligera publicados |
| Número                                | Fecha de publicación                  | ISBN                                  |
| ------------------------------------- | ------------------------------------- | ------------------------------------- |
| 1                                     | 25 de abril de 2019                   | ISBN 978-4-04-065631-1                |
| 2                                     | 24 de agosto de 2019                  | ISBN 978-4-04-065798-1                |
| 3                                     | 25 de febrero de 2020                 | ISBN 978-4-04-064447-9                |
| 4                                     | 25 de marzo de 2020                   | ISBN 978-4-04-064549-0                |
| 5                                     | 20 de julio de 2020                   | ISBN 978-4-04-064810-1                |
| 6                                     | 25 de noviembre de 2020               | ISBN 978-4-04-680015-2                |
| 7                                     | 25 de marzo de 2021                   | ISBN 978-4-04-680329-0                |
| 8                                     | 21 de julio de 2021                   | ISBN 978-4-04-680610-9                |
| 9                                     | 25 de noviembre de 2021               | ISBN 978-4-04-680913-1                |
| 10                                    | 25 de marzo de 2022                   | ISBN 978-4-04-681293-3                |
| 11                                    | 25 de julio de 2022                   | ISBN 978-4-04-681582-8                |
| 12                                    | 25 de noviembre de 2022               | ISBN 978-4-04-681939-0                |
| 13                                    | 25 de marzo de 2023                   | ISBN 978-4-04-682333-5                |
| 14                                    | 25 de julio de 2023                   | ISBN 978-4-04-682663-3                |
| SS                                    | 25 de septiembre de 2023              | ISBN 978-4-04-682868-2                |
| 15                                    | 25 de noviembre de 2023               | ISBN 978-4-04-683076-0                |

### Manga
Una adaptación a manga con ilustraciones de Funa Yukina comenzó a serializarse en la revista Gekkan Comic Alive de Media Factory desde el 27 de agosto de 2019 y hasta el momento han sido recopilados cuatro volúmenes tankōbon.
| Volúmenes de manga publicados | Volúmenes de manga publicados | Volúmenes de manga publicados |
| Número                        | Fecha de publicación          | ISBN                          |
| ----------------------------- | ----------------------------- | ----------------------------- |
| 1                             | 23 de abril de 2020           | ISBN 978-4-04-064507-0        |
| 2                             | 21 de noviembre de 2020       | ISBN 978-4-04-064894-1        |
| 3                             | 22 de julio de 2023           | ISBN 978-4-04-682836-1        |
| 4                             | 22 de agosto de 2023          | ISBN 978-4-04-682884-2        |

### Anime
Una adaptación a anime fue anunciada por Kadokawa el 1 de abril de 2021. El 18 de noviembre de 2022 se reveló que la serie será producida por el estudio Geek Toys y dirigida por Satoru Ono y Naoki Matsuura, con guiones escritos por Momoka Toyoda, diseños de personajes a cargo de Yumi Nakamura y música compuesta por Kuniyuki Takahashi y Keiichi Hirokawa de Monaca. La serie se estrenó el 8 de julio de 2023 en Tokyo MX y otros canales. El tema de apertura es «Lies Goes On», interpretado por May'n, mientras que el tema de cierre es «Faky Merry Game», intepretado por Smile Princess. Crunchyroll obtuvo la licencia de la serie fuera de Asia.